# Hishimonus lindbergi
Hishimonus lindbergi är en insektsart som beskrevs av Knight 1970. Hishimonus lindbergi ingår i släktet Hishimonus och familjen dvärgstritar. Inga underarter finns listade i Catalogue of Life.